# Il giovedì grasso

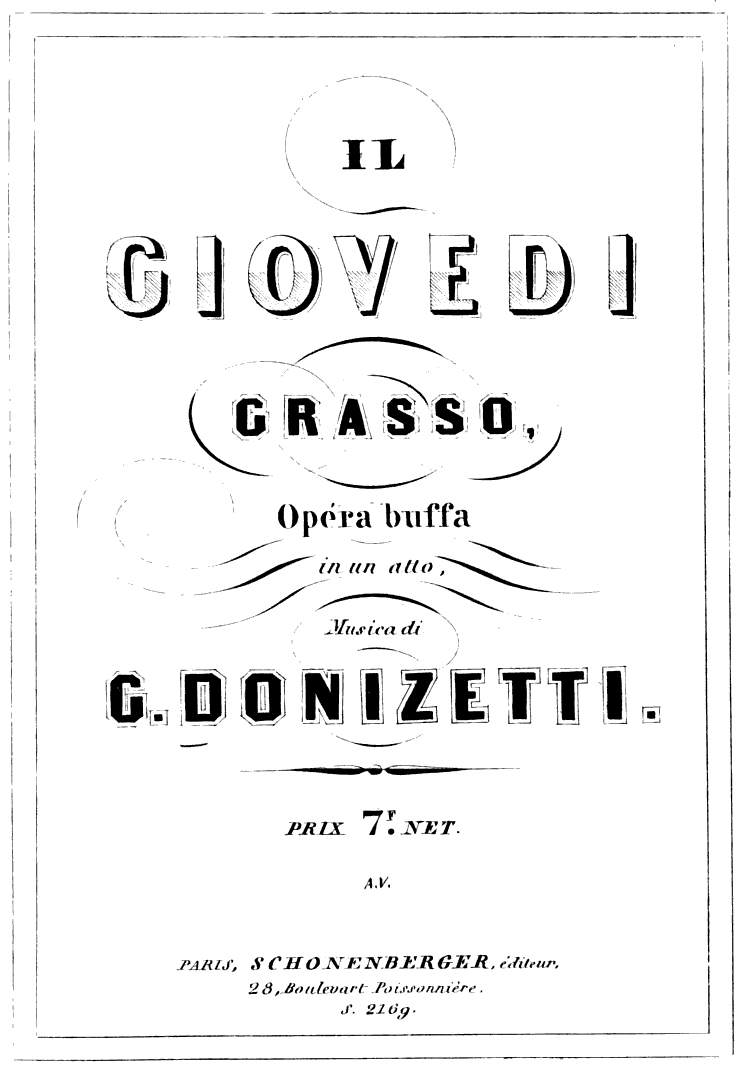

Il giovedì grasso è una farsa in un atto di Gaetano Donizetti, su libretto di Domenico Gilardoni. Il libretto venne adattato dalle commedie francesi Il signor di Pourceaugnac di Molière e Le nouveau Pourceaugnac di Charles-Gaspard Delestre-Poirson e Eugène Scribe. L'opera è costituita da parti parlate e recitativi, ed il ruolo del buffo parla in lingua napoletana. L'opera ebbe la sua prima esecuzione al Teatro del Fondo di Napoli il 26 febbraio 1829.

## Personaggi e interpreti
| Ruolo                                                                  | Voce         | Compagnia di canto della prima, 26 febbraio 1829 (direttore d'orchestra: -) |
| ---------------------------------------------------------------------- | ------------ | --------------------------------------------------------------------------- |
| Ernesto Rousignac                                                      | tenore       | Giovanni Battista Rubini                                                    |
| Stefanina                                                              | soprano      | Rosalinda Grossi                                                            |
| Nina                                                                   | contralto    | Adelaide Comelli-Rubini                                                     |
| Sigismondo                                                             | basso        | Luigi Lablache                                                              |
| Colonnello                                                             | baritono     | Giovanni Battista Campagnoli                                                |
| Teodoro                                                                | tenore       | Giovanni Arrigotti                                                          |
| Camilla                                                                | mezzosoprano | Maria Carraro                                                               |
| Cola                                                                   | basso        | Giovanni Pace                                                               |
| Cavalieri della regina, servi di Leicester, guardie, soldati, popolani |              |                                                                             |

## Trama
Epoca: XVII secolo
Luogo: "Casa di campagna, fuori Parigi"
Gli amanti Nina e Teodoro sono disperati poiché Nina è promessa ad Ernesto, un ragazzo semplice del villaggio. Sigismondo, che è geloso della propria moglie, per via di alcuni sospetti falsi, e ritiene che Ernesto sia un pazzo, è loro amico e decide di aiutarli. Sapendo che Ernesto arriverà esattamente quando il padre di Nina, il Colonnello, sarà a Parigi, offre a tutti di vestirsi come nel "Giovedì Grasso": Egli sarà un amico immaginario del passato di Ernesto e Camilla sarà una ex amante tradita da Ernesto. Stefanina che non ha familiarità con Ernesto, è colei che apre la porta ad Ernesto e gli dice innocentemente ciò che si sta tramando alle sue spalle. Ernesto decide di reagire, si riferisce a Sigismondo come suo amico ed a Camilla come la sua ex amante tradita, confermando così i sospetti presunti di Sigismondo. Egli invia anche una lettera urgente al colonnello chiedendogli di tornare a casa il più presto possibile. Solo quando il colonnello è tornato Ernesto confessa a tutti che lui, il ragazzo semplice del villaggio, è colui che li aveva ingannati lasciando che gli amanti si sposassero.

## Struttura musicale
- Preludio

### Atto unico
- N. 1 - Introduzione E fia vero, amato bene (Nina, Teodoro, Stefanina, Sigismondo, Coro)
- N. 2 - Cavatina di Ernesto Servi, gente
- N. 3 - Aria del Colonnello Taci! Lo voglio
- N. 4 - Terzetto fra Sigismondo, Ernesto e Camilla Piano!... Piano!...
- N. 5 - Duetto fra Nina ed Ernesto Che intesi, quali accenti?
- N. 6 - Aria di Sigismondo Mo' che discopierto avimmo (Sigismondo, Cola)
- N. 7 - Finale Or che ci annoda Imene (Nina, Sigismondo, Ernesto, Teodoro, Colonnello, Camilla, Stefanina, Cola, Coro)

## Registrazioni
| Anno | Cast (Colonnello, Nina, Teodoro, Sigismondo)                     | Direttore, Teatro e Orchestra                                                                       | Etichetta                                             |
| ---- | ---------------------------------------------------------------- | --------------------------------------------------------------------------------------------------- | ----------------------------------------------------- |
| 1970 | Federico Davià, Jill Gomez, Malcolm Williams, Elfego Esparza     | David Atherton, Radio Teflis Eireann Symphony Orchestra (Registrazione dal vivo al Wexord Festival) | Audio CD: Foyer Cat: 1-CF 2036, Memories Cat: HR 4482 |
| 1971 | Saturno Meletti, Mariella Devia, Antonio Bevacqua, Giorgio Gatti | Ottavio Ziino, Orchestra Aidem di Firenze                                                           | 33giri LP: Voce Cat: 110                              |